# Skiftnyckel

Skiftnyckel

En skiftnyckel är en ställbar blocknyckel, ett verktyg som används för att dra åt eller lossa muttrar eller skruvar med kantigt huvud. Skiftnyckeln kan steglöst ställas in så att samma nyckel kan användas till muttrar eller skruvskallar av olika storlek, i motsats till fasta nycklar. Verktyget är gjort av metall, ibland med handtag överdraget med plast och/eller gummi.

## Historik och varianter

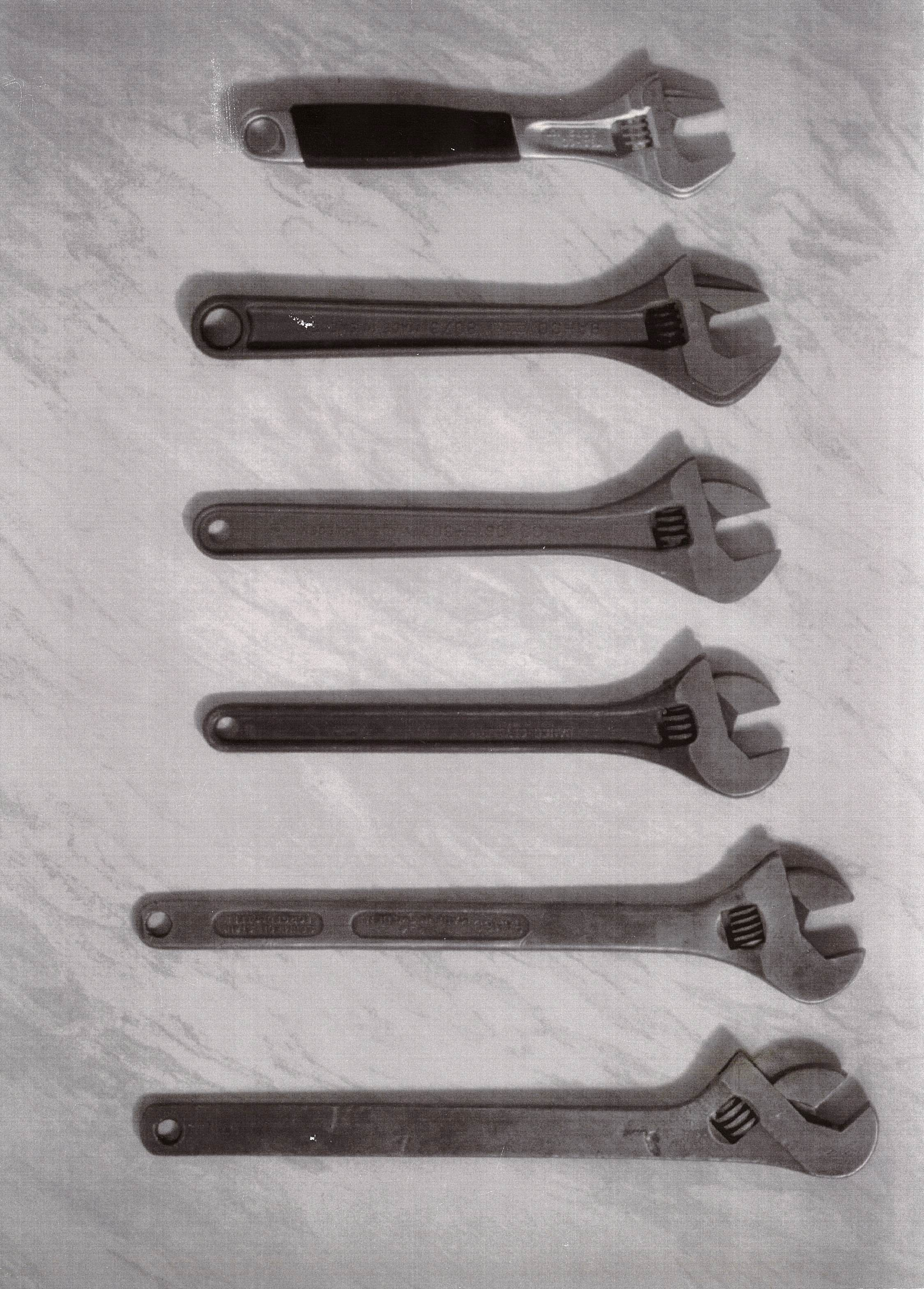
Från botten: 1. Den första "svenska" skiftnyckeln från 1892 (Enköping Mekaniska Verkstad).
2. "Svensk" skiftnyckel från 1910 med förbättrat handtag.
3. "Svensk" skiftnyckel från 1914 med rundat handtag
4. "Svensk" skiftnyckel från 1945 med förbättrat handtag och ny vinkel på skuvhuvdet
5. "Svensk" skiftnyckel från 1984 med ergonomiskt handtag.
6. "Svensk" skiftnyckel från 1992.

Vem som uppfann den första skiftnyckeln är omdiskuterat, inte minst för att justerbara nycklar har haft så olika formgivning att det blir en diskussionsfråga när de tidiga nycklarna kan kallas för skiftnyckel. Ett tidigt patent är från 1841 av Joseph Stubs, men han i sin tur ska ha influerats av ett "utländskt" verktyg - förmodligen franskt. Andra engelska ingenjörer som tog liknande patent vid samma tid var Richard Clyburn och Edwin Beard Budding.
I många länder i Europa och Mellanöstern, som Frankrike, Tyskland, Portugal, Spanien, Italien, Syrien, Libanon, Turkiet etc, kallas skiftnyckeln för "engelsk nyckel" på grund av att flera tidiga modeller som blev populära i dessa länder kom från England. Den "engelska" skiftnyckeln påminner i sin konstruktion om en rörtång. Denna ursprungliga skiftnyckel utvecklades och 22 september 1885 fick Enoch Harris patent för sin skiftnyckel i USA, en variant som både hade ställbart skruvhuvud och handtagsvinkel.
I exempelvis Danmark ("svensknøgle"), Ryssland ("sjvedik"), Polen och Israel kallas skiftnyckeln istället för svensknyckel respektive den lille svensken eftersom uppfinningen där ofta attribueras svensken Johan Petter Johanssons patent 1892 på en modifierad variant som används än idag.. 
I vissa länder som Tjeckien, Egypten, Grekland, Ungern, Serbien, Iran, Slovakien, Slovenien, Polen, Rumänien, Bulgarien kallas den istället "Fransk nyckel". I Polen kallas den antingen "svensk" eller "fransk", och i Danmark antingen "engelsknøgle" eller '"svensknøgle" beroende på variant. I exempelvis Kanada, USA, England och Sverige ges inte skiftnyckeln något landsprefix i namnet.

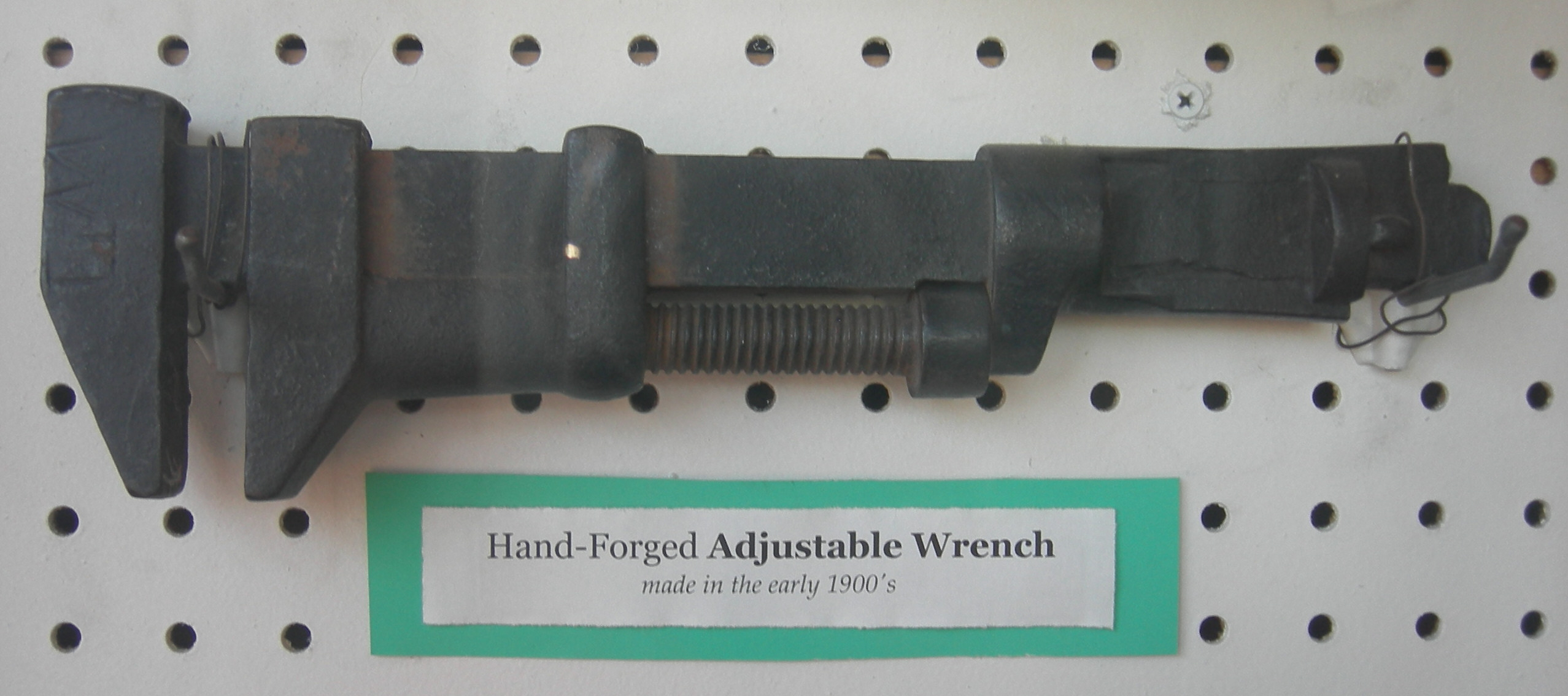
"Engelsk" skiftnyckel
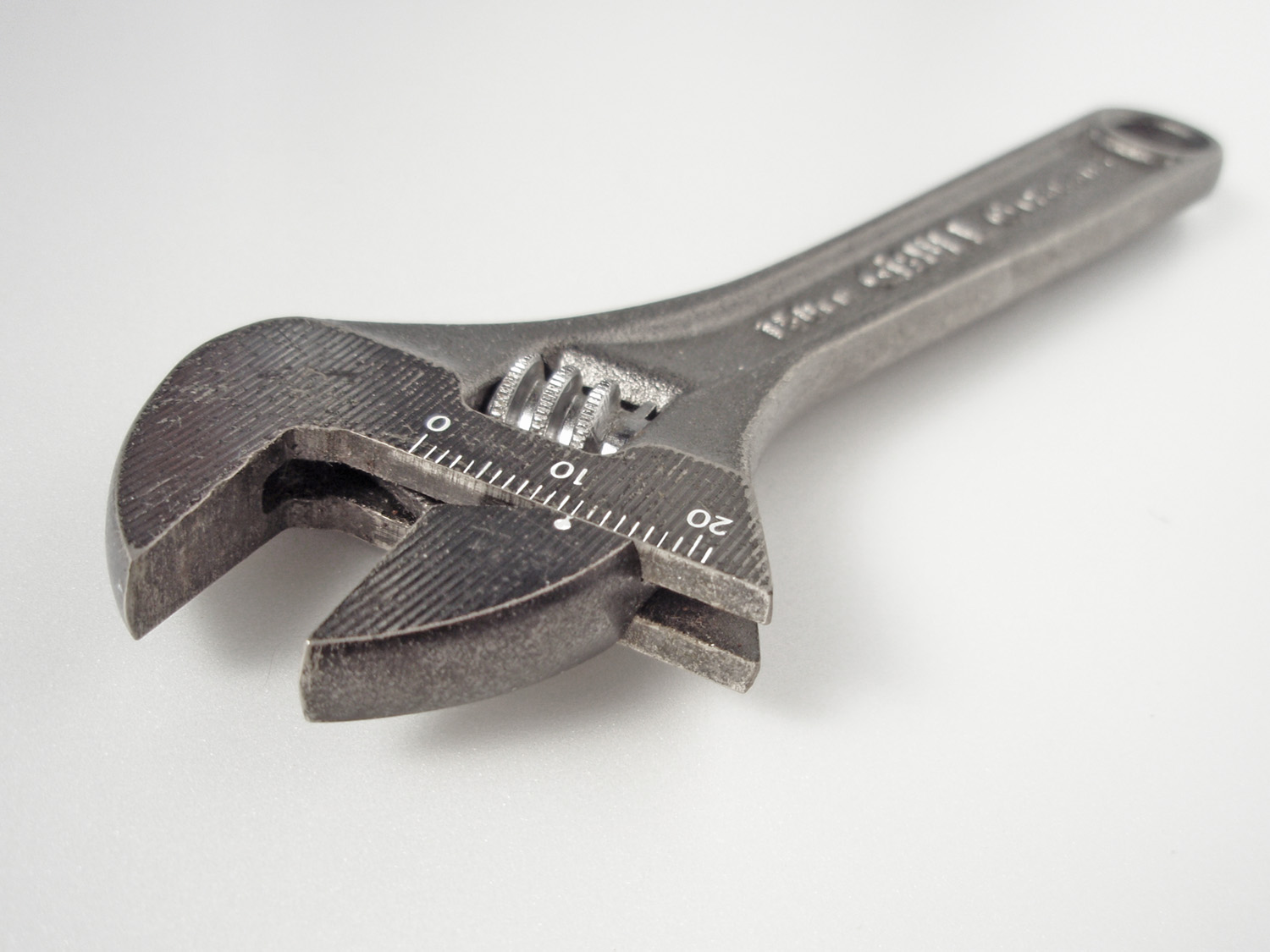
"Svensk" skiftnyckel
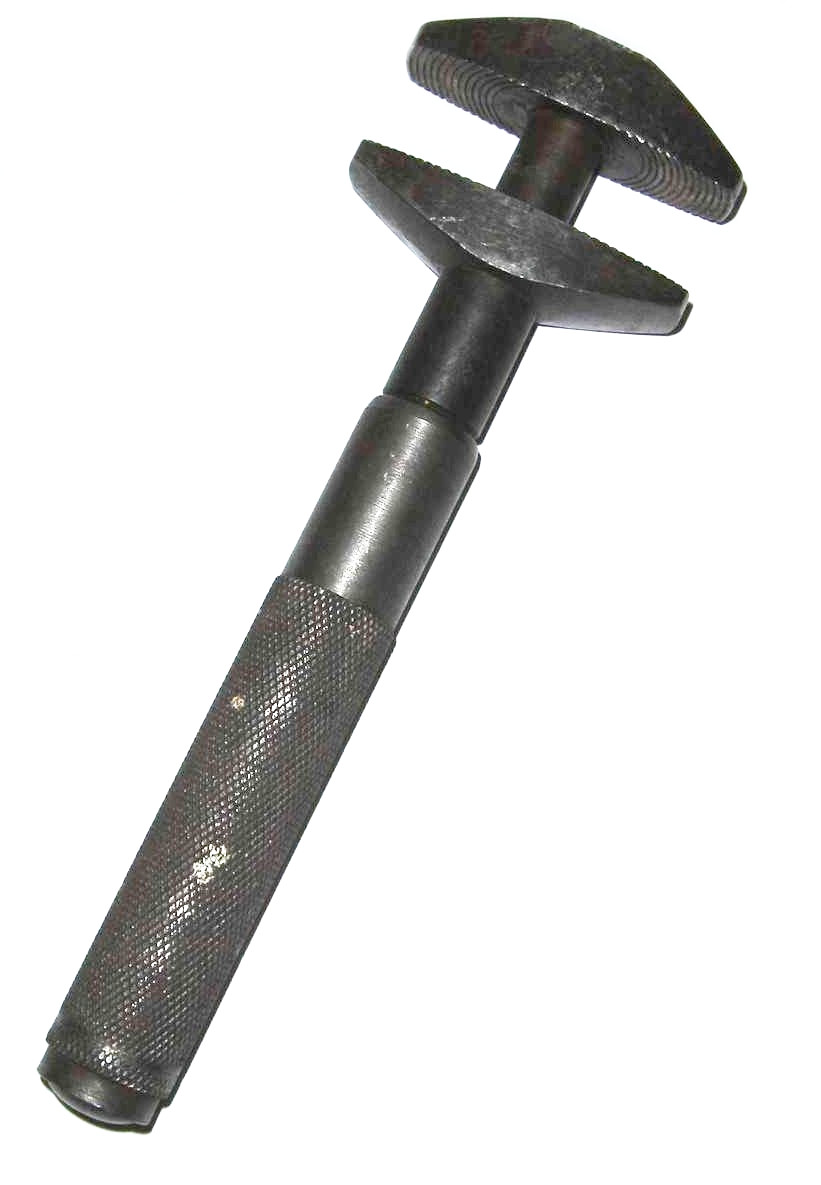
"Fransk" skiftnyckel

## Tekniska problem
Ett vanligt problem med skiftnyckeln är att det kan uppstå glapp i själva huvudet. Då riskerar man att göra skruvskallen rund. Därför är det många som föredrar vanliga fasta nycklar framför skiftnyckeln. Ännu bättre är ringnycklar, om förhållandena tillåter det.